# Pasipha quirogai
Pasipha quirogai ist eine Art der zu den Landplanarien zählenden Unterfamilie Geoplaninae. Sie wurde in Argentinien gefunden.

## Merkmale
Der Körper von Pasipha quirogai ist länglich mit parallelen Rändern und weist bei Kriechen eine Länge von 40 Millimetern auf. Die Rückenfärbung ist braun und zeigt eine bräunlich gelbe mittig liegende Längsbande, die ungefähr ein Viertel der Körperbreite ausmacht. Neben der Mittellinie laufen zwei dünne schwarze Längsstreifen. Die Bauchseite ist hellgrau gefärbt.
Dem Kopulationsorgan fehlt ein permanenter Penis, stattdessen ist ein langes, gefaltetes Atrium genitale vorhanden. Die Prostatavesikel liegen außerhalb der das Fortpflanzungsorgan ummantelnden Muskulatur und ist in zwei Teile unterteilt. Der weibliche Fortpflanzungskanal ist bauchseitig mit der Geschlechtshöhle verbunden.

## Verbreitung
Der Holotyp wurde im Osununú Private Reserve in der Nähe San Ignacio in der argentinischen Provinz Misiones gefunden.

## Etymologie
Das Artepitheton quirogai ehrt den uruguayischen Schriftsteller Horacio Quiroga, der in San Ignacio lebte.